# Юніверсіті (округ Орандж, Флорида)
Юніверсіті (англ. University) — переписна місцевість (CDP) в США, в окрузі Орандж штату Флорида. Населення — 45 284 особи (2020).

## Географія
Юніверсіті розташоване за координатами 28°35′24″ пн. ш. 81°12′16″ зх. д. / 28.59000° пн. ш. 81.20444° зх. д. (28.589999, -81.204517).  За даними Бюро перепису населення США в 2010 році переписна місцевість мала площу 24,36 км², з яких 23,51 км² — суходіл та 0,85 км² — водойми.

## Демографія
Згідно з переписом 2010 року, у селищі мешкали 31 084 особи в 7169 домогосподарствах у складі 3343 родин. Густота населення становила 1276 осіб/км².  Було 7992 помешкання (328/км²).
Расовий склад населення:
| - 74,1 % — білих - 12,1 % — чорних або афроамериканців - 5,5 % — азіатів - 0,3 % — корінних американців - 0,1 % — вихідців з тихоокеанських островів - 5,4 % — осіб інших рас |

До двох чи більше рас належало 2,3 %. Частка іспаномовних становила 21,0 % від усіх жителів.
За віковим діапазоном населення розподілялося таким чином: 9,9 % — особи молодші 18 років, 86,9 % — особи у віці 18—64 років, 3,2 % — особи у віці 65 років та старші. Медіана віку мешканця становила 21,1 року. На 100 осіб жіночої статі у селищі припадало 102,1 чоловіків;  на 100 жінок у віці від 18 років та старших — 101,9 чоловіків також старших 18 років.
Середній дохід на одне домашнє господарство  становив 46 324 долари США (медіана — 34 538), а середній дохід на одну сім'ю — 60 134 долари (медіана — 46 014). Медіана доходів становила 37 009 доларів для чоловіків та 31 523 долари для жінок. За межею бідності перебувало 33,3 % осіб, у тому числі 32,8 % дітей у віці до 18 років та 13,2 % осіб у віці 65 років та старших.
Цивільне працевлаштоване населення становило 10 410 осіб. Основні галузі зайнятості: освіта, охорона здоров'я та соціальна допомога — 25,1 %, мистецтво, розваги та відпочинок — 17,7 %, науковці, спеціалісти, менеджери — 12,9 %, роздрібна торгівля — 12,1 %.